# Николи Минчоолу
Хаджи Николи Хаджидимов Минчоолу е изтъкнат търговец, активен борец за независима българска църква.

## Биография
Хаджи Николи произхожда от стара търновска фамилия. Роден на 17 февруари 1826 г. в семейството на хаджи Димо Кожухаря – търговец на кожи. Той е един от дарителите на града и името му фигурира в спомоществователните списъци.
Неговата сестра Анастасия Хаджидимова /починала през октомври 1860/ става съпруга на видния търговец Павли х. Иванов. от брака се ражда Димитър х. Павли Иванов, основател на търновското Народно читалище „Надежда“.
Благодарение на своя заможен баща, малкият Николи успява да получи солидно за времето си образование. Един от неговите преподаватели е поп Евтим, който е върл противник на гърците и успява да насади своята омраза към гръцките владици у младежа. Хаджи Николи става ревностен родолюбец и отявлен враг на гърцизма.
Хаджи Николи наследява занаята на своя баща – занимава се с търговия на кожи. Голямото търсене на кожи по онова време и успешно сключените сделки го превръщат в един от най-богатите търновски търговци и влиятелни хора в града. Поради тази причина му е дадена титлата „капу-некия“. Ползвал се с влияние и пред турските власти.
Хаджи Николи се сдружава с търговеца Евстати Салвели. Фирмата им разкрила търговски кантори в Търново, Русе, Букурещ, Виена, Цариград, Одеса. След изгонването му по настояване на гръцкия митрополит Неофит от Търново през 1857 г. той създава нова търговска фирма в Цариград заедно с русенеца Костаки Маринович и шуменеца Петър Николаев.
Съпругата на х. Николи х. Пенка е дъщеря на х. Минчо Хаджицачев, търговец, откупвач на данъци (ушур), бегликчия и дарител на българското класно училище към църквата „Св. Никола“ в Търново. Убит от турци, на които отказва съдружие при откупването на данъците, хаджи Минчо е възпят в песни из цяла България („Търновска песен“ или „Хаджиминчовата песен“).
Кум на семейството е Никола Златарски. От брака се раждат 6 деца, но всичките измират още съвсем малки. Накрая и съпругата Пенка почива.
Втори брак х. Николи сключва през 1862 г. с Мария, дъщерята на Пенчо Тревналията. Имат две деца – дъщеря Бонка и син Христо, които доживяват до Освобождението. Мария заболява от холера и умира през 1865 г.
Трети брак х. Николи сключва в зряла възраст. През 1874 г. става съпруг на Катинка, дъщеря на търновеца Янко Минчов Беленски. Двете им деца – дъщеря – Мария, по мъж Хараламбиева и син – бъдещият д-р Иван Николиев.

## Заслуги
Търговската кантора на хаджи Николи в Търново е посетена от секретаря на Митрополията Константинос Мегавулис (Костаки Мегавула). Срещата започва с разговор за българските училища, религията и гръцкото духовенство. Разговорът прераства в разгорещени спорове и накрая завършва с побой. В яростта си да защитава българщината, хаджи Николи толкова се увлякъл, че нанесъл побой над гърка и отваряйки касата на фирмата, пълна със злато се заканил, че ще даде всичкото си богатство, но в Търново гръцки владици няма да има! Останал верен на клетвата си и не пожалил своето имане.
Изразходил 500 000 златни лв. наличен капитал в борбата за черковна независимост.
Семейството и ненависта към гръцките духовници мотивират хаджи Николи да застане начело на борбата срещу търновския владика Неофит Византиос. Богатството, извоюваният авторитет и дълбоко загнездения в душата патриотизъм, му дават нужния кураж и сила да започне една такава явна битка в името на българската духовност и черковна независимост.
Става член на черковно – народния събор и Временния смесен съвет на Екзархията. В края на 1853 г. хаджи Николи заминава за Цариград да защитава интересите на българите пред Гръцката патриаршия.
През 1856 г. е избран в делегацията, упълномощена от Търновската епархия да отстоява исканията на българското население за отстраняване на гръцкия владика и назначаване на Неофит Бозвели за Търновски митрополит. Това налага да се установи в Цариград, за да може да участва още по-активно в черковно-националната борба за независимост като пълномощник на търновци. Съвместно с Гаврил Кръстевич, Христо Тъпчилещов, Димитър Иванов Гешов, подпомаган от владиците Иларион и Авксинтий, хаджи Николи води енергична борба срещу гръцкото духовенство.
Взема участие в Събора, който се състоял на 20.12.1857 г. Съборът не приел исканията на българите, а нашите представители отказват да подпишат протокола. Между декември 1858 г. и февруари 1860 г. Николи Минчоолу е един от тримата българи, допуснати до Вселенския събор в Цариград – заедно с Петко Р. Славейков и Георгаки Чалъкоглу.
През 1860 г. хаджи Николи получава ново пълномощно от търновци. Използвал своето влияние пред турските управници, той се явява пред Високата порта, за да иска помощ в борбата срещу гръцките владици.
Тази борба го издига като един от най-активните дейци за църковна независимост. В борбата той изгубва почти цялото си състояние и имущество. През 1879 г. се завръща в България в тежко материално състояние и завършва земния си път в бедност на 3 септември 1892 г.
Ханът на хаджи Николи, построен от майстор Колю Фичето през 1858 година на Самоводската чаршия, е здрава, каменна сграда, използвана за склад. По онова време търновци правели дървени постройки, които били уязвими и изгаряли при пожар. А новопостроеният хан става най-представителното здание в Търново. Ханът е реставриран и е превърнат в културен център.
Хаджи Николи е кръстник на Васил Карагьозов. Кръщенето се е състояло на 24 юни 1856 г. в църквата „Възнесение Христово“ в Търново. Светото кръщение е извършено от поп Стерю Хаджипетров. Гробът на хаджи Николи се намира до входа на църквата „Св. св. Константин и Елена“.
Последният жив наследник на хаджи Николи е д-р Васил Николиев. Той продава наследения семеен хан на търновската Самоводска чаршия на американския военен Едмънд Бек. Едмънд Бек реставрира уникалния хан на хаджи Николи и днес той предлага на посетителите разнообразни културни развлечения.